# Mafalda Salvatini
Mafalda Salvatini (Bacoli, 17 ottobre 1886 – Lugano, 13 giugno 1971) è stata un soprano italiano.
Attiva principalmente in Germania durante la prima metà del XX secolo, eccelleva nel repertorio in italiano del soprano drammatico e fu uno dei principali soprani operistici a Berlino dal 1908 al 1932. Sebbene si sia esibita come artista ospite in altre città tedesche e in Austria, Belgio, Francia, Paesi Bassi e Lettonia, non recitò mai nei teatri italiani. Realizzò diverse registrazioni per le case discografiche Deutsche Grammophon e Odeon.

## Biografia
Nata a Baia, Mafalda Salvatini era la figlia di un ufficiale dell'esercito italiano. Rimasta orfana all'età di 4 anni, crebbe in collegi gestiti dalle sorelle del Sacro Cuore a Portici e a Parigi. Il suo talento musicale era evidente già in tenera età e fu incoraggiata a perseguire una carriera di cantante. Studiò canto a Parigi con Pauline Viardot-Garcia e Jean de Reszke.  Successivamente studiò con Julius Lieban in Germania.
Fece il suo debutto operistico professionale nel 1908, all'età di 21 anni, presso l'Opera di Stato di Berlino nel ruolo di Aida di Giuseppe Verdi, insieme a Enrico Caruso, che si dice l'abbia accompagnata sul palco a ricevere l'applauso del pubblico. Mafalda Salvatini rimase in attività presso il teatro berlinese durante il 1914, interpretando i ruoli di Leonora ne Il trovatore di Giuseppe Verdi e di Cho Cho-san nella Madama Butterfly di Giacomo Puccini. Nel 1912 apparve come ospite d'onore alla Bayerische Staatsoper e nel 1913 fece il suo debutto con l'Opéra di Parigi nel ruolo di Valentine ne Gli ugonotti di Giacomo Meyerbeer.
Nel 1914 Mafalda Salvatini iniziò la collaborazione stabile con la Deutsche Oper di Berlino, che proseguì fino al 1923. Interpretò, tra gli altri ruoli,   Aida, Amelia in Un ballo in maschera di Verdi, Marta in Tiefland di Eugen d'Albert, Myrtocle in Die Toten Augen di d'Albert, Rachel in La Juive, Santuzza nella Cavalleria rusticana di Mascagni, Senta ne L'olandese volante, Valentine ne Gli ugonotti, e fu la protagonista nella Carmen di Georges Bizet e nella Tosca di Puccini. Lavorò con l'Opera di Stato di Berlino dal 1924 al 1926, anno in cui fece ritorno alla Deutsche Oper di Berlino fino al suo ritiro dal palco nel 1932. Nel 1926 interpretò il ruolo principale nella Turandot di Puccini per la prima berlinese dell'opera sotto la direzione di Bruno Walter.
Al di fuori di Berlino, Mafalda Salvatini fu artista ospite alla Opera di Stato di Vienna nel 1922 e nel 1928. Si esibì alla Semperoper di Dresda nel 1927 e nel 1928 e fece apparizioni al teatro dell'opera di Riga. Si esibì anche in diversi teatri d'opera nei Paesi Bassi e in Belgio, tra cui La Monnaie a Bruxelles.

## Vita privata
Quando si trasferì a Berlino nel 1908 sposò Walter Gérard, uno scienziato tedesco di estrazione ugonotta, con il quale ebbe due figli: lo scenografo, costumista e pittore Rolf Gérard e Charles E. (Horst) Gérard. Recenti ricerche hanno smentito che fosse stata l'amante di Adolfo Federico VI, Granduca di Meclemburgo-Strelitz dal 1908 fino al suo suicidio nel 1918 e che i suoi due figli fossero figli illegittimi del Granduca. Nel 1933 sposò Jurgis Šaulys, l'ambasciatore lituano in Germania. Allo scoppio della seconda guerra mondiale si trasferirono a Lugano nel Canton Ticino, dove Mafalda Salvatini morì nel 1971 all'età di 84 anni.